# 合鴨ひろゆき
合鴨 ひろゆき（あいがも ひろゆき）は日本のイラストレーター、漫画家。男性名のペンネームであるが女性。グループSNEに過去在籍していたことがあり、2020年10月現在は社友。クリエイター集団である合同会社DucQrewsの創業者、代表社員。
作品にコミック版『アクセル・ワールド』がある。

## 作品リスト

### 漫画
オリジナル作品
- トリニティ×ヴィーナス（原作：是空とおる、『月刊コミックラッシュ』連載 全4巻）

コミカライズ作品
- アクセル・ワールド（原作：川原礫、 『電撃文庫MAGAZINE』連載 全8巻）
- 暗殺者である俺のステータスが勇者よりも明らかに強いのだが（原作：赤井まつり、『コミックガルド』連載、既刊6巻）

### イラストレーション

#### ブラウザゲーム
- レジェンドワールド

#### ライトノベル
- 〜サイ&ソーサリィ〜 魔法使いは超能力者を殺せるか
- アヴァベルオンライン

#### テーブルトークRPG
- トリニティ×ヴィーナスSRS
- 異界戦記カオスフレア
- アリアンロッドRPG 2E（リプレイ「セカンドウィンド」シリーズ）
- シルバーレイン（リプレイ「白き女王の夜」シリーズ）
- ナイトウィザード The 2nd Edition
- セブン=フォートレス メビウス
- 天羅WAR
- ブレイド・オブ・アルカナ 3rd
- ソードワールド2.0
- グランクレストRPG

#### トレーディングカード
- モンスターコレクションTCG『伏龍殿の覇者』『暗黒卿の秘儀』『アルフレアの不死鳥』
- ドレッドノート
- らのべ×トレカ〜電撃文庫編『アクセル・ワールド』第2弾「この銃が、あたしの最強の武器だって言ったら信じる、お兄ちゃん?」

#### その他
- ボードゲーム『ゲットラッキー 〜キルDr.ラッキー・カードゲーム〜』
- ボードゲーム『ルーンバウンド』解説+リプレイ
- 『ルーンバウンド リプレイ&解体新書』
- TRPG情報誌『Role&Roll』vol.1〜5、9〜
- TRPG「ゴーストハンターRPG02」サプリメント『モーガン・レポート』
- TCG『妖精伝承』エキスパンション『真実の扉』
- TRPG専門誌『TRPGamer』

### TRPGリプレイ プレイヤー出演
- ダブルクロスThe 3rd Edition リプレイ・デザイア シリーズ（青峰ミユキ）
- トリニティ×ヴィーナスSRS TRPG リプレイ シリーズ（築地みとな）
- 異界戦記カオスフレア・リプレイ『リオフレード魔法学院』（ノエミ・バートリ）
- 神曲奏界ポリフォニカRPG リプレイ2『貴方と繋がるハーモニー』（レイファス・ガリエ・ビークッド）
- シルバーレイン RPGリプレイ『白き女王の夜』シリーズ（園枝蜜貴）
- シルバーレイン RPGリプレイ『蒼き破鏡の使者』収録 - 『海が真紅に染まらぬうちに』（伊予乃エヒメ）
- 天下繚乱RPGリプレイ『決戦! 本能寺 -新撰組、参る-』（夜宵）
- 神我狩リプレイ『黒剣のスレイヤー』（芦屋閏）
- サイキックハーツWEBリプレイ『ダークラビリンス』（波早つくし）